# Litterärt sällskap

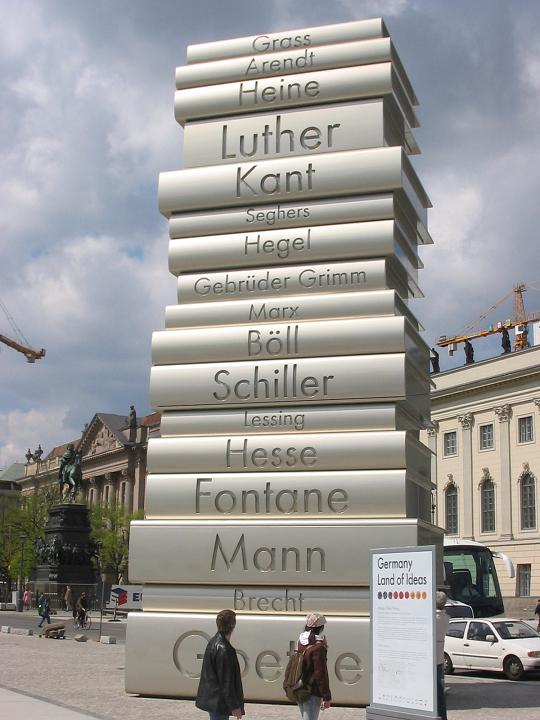
Litteraturen har ofta en central ställning i det moderna samhällets kulturproduktion. Intresset kring (viss) litteratur och (vissa) författare leder ofta till bildandet av litterära sällskap.

Ett litterärt sällskap är en förening av en grupp människor bildad kring ett gemensamt intresse för litteratur. Det kan ha ett allmänlitterärt syfte eller koncentrera sin verksamhet till en viss genre eller författare. En del litterära sällskap har akademi eller samfund som del av sitt namn.

## Historik och beskrivning
I vid mening har litterära sällskap en lång historia och ankyter till antikens diskussionsklubbar och skolor för litteratur och filosofi – exempelvis Platons akademi. Franska akademien (grundad 1635) var ett av de första[källa behövs] litterära sällskapen som hade till uppgift att främja litteraturen utan att fungera som skola. I samband med 1700-talets upplysningsanda grundades liknande sällskap i många europeiska länder, inklusive Svenska akademien (1786). Dessa bidrog med pengagåvor och utmärkelser för att främja utvald litteratur och utvalda författare. Dessutom har en utgivningsverksamhet stått på programmet, ofta i form av ordböcker och andra språkliga vägledningar.
En form av litterära sällskap var och är de mer informella litterära salongerna, där författare samlats för att diskutera litteratur. I 1700-talets Frankrike arrangerade Madame de Staël, Madame Geoffrin och Madame de Tencin sådana salonger, och senare exempel inkluderar bland annat den hos Gertrude Stein. På skolnivå fungerar vissa studentklubbar på gymnasie- eller universitetsnivå i länder som USA och Japan ofta som (tillfälliga) litterära sällskap.

## Moderna litterära sällskap

### Beskrivning
Sedan 1800-talet och spridningen av läskunnigheten till alla samhällslager har många sällskap grundats kring vissa litterära genrer eller författare. Det kan gälla arbetarlitteratur, science fiction eller tecknade serier, eller författare med en långvarig och/eller särpräglad produktion. Många sällskap har anknytning till någon lokal personlighet, vissa förvaltar en författares födelse- eller diktarhem, och de flesta har någon form av utgivningsverksamhet. Medlemmarna samlas ofta kring en mötes- och föredragsverksamhet. I regel är litterära sällskap allmänna sammanslutningar som alla intresserade kan bli medlem av, detta till skillnad från bland annat ordnar där både verksamheten och ansökningsprocessen ofta är mer sluten.

### Sverige
I Sverige finns fler än 100 (mer etablerade) litterära sällskap kring enskilda författare. Det äldsta av dessa, Bellmans Minne, grundades 1899. De flesta har tillkommit de senaste 40 åren. Det breda intresset för litteratur och författare i organiserad form av litterära sällskap har betraktats som en ny folkrörelse.

#### DELS
En gemensam organisation för de svenska sällskapen är DELS – De Litterära Sällskapen i Sverige, som har drygt 100 medlemmar (föreningar, sällskap). DELS grundades den 24 november 1990, och då deltog representanter för 26 litterära sällskap. År 2013 hade DELS närmare 120 anslutna föreningar/sällskap, och till DELS är knuten utgivningen av tidskriften Parnass.

## Moderna exempel
Litterära sällskap i den moderna betydelsen är/var bland annat följande:
- i Sverige – Karin Boye-sällskapet, Svenska Deckarakademin och Bellmanssällskapet
- i Tyskland – Gruppe 47
- i Storbritannien – The Baker Street Irregulars
- i USA – Mystery Writers of America
- i USA/internationellt – World Science Fiction Society